# رؤية 2023
رؤية تركيا 2023 هي قائمة من الأهداف أصدرها رئيس تركيا رجب طيب أردوغان بالتزامن مع الذكرى المئوية لجمهورية تركيا في عام 2023. تطمح تركيا افاق 2023 ان يصبح اقتصادها ضمن اقوى 10 اقتصادات في العالم. وتطمح تركيا حتى 2023 ان يتمكن الموطن التركي من الذهاب إلى 197 دولة بدون فيزا. تطمح تركيا افاق 2023 ان يرتفع معدل الدخل القومي إلى 30000 دولار سنويا. وتطمح تركيا افاق 2023 ان ترتفع صادراتها من 130 مليار دولا عام 2012 إلى 500 مليار دولار عام 2023. وتطمح تركيا افاق 2023 ان تتمكن من صناعة الطائرات والطائرات بدون طيار والاقمار الصناعية

## الطاقة
- الاستفادة من طاقة الرياح حتى 20 ألف ميجا وات، و600 ميجا وات من الطاقة الحرارية الجوفية.[1]
- تقليل استهلاك الطاقة إلى 20 % عن مستويات عام 2010م من خلال تحسين الكفاءة.[2]
- تشغيل ثلاث محطات طاقة نووية.

## السياسة الخارجية
أهداف السياسة الخارجية التركية ورؤيتها كما أوضحها رئيس الوزراء السابق أحمد داود أوغلو:
| رؤية 2023 | أولاً، تهدف تركيا إلى تحقيق جميع شروط عضوية الاتحاد الأوروبي وتصبح دولة مؤثرة في الاتحاد الأوروبي بحلول عام 2023. وثانيًا، ستواصل السعي لتحقيق التكامل الإقليمي، في شكل تعاون أمني واقتصادي. ثالثًا ستسعى إلى لعب دور مؤثر في حل النزاعات الإقليمية. رابعا، ستشارك بقوة في كل الساحات العالمية. خامسًا ، ستلعب دورًا حاسمًا في المنظمات الدولية وستصبح أحد أكبر 10 اقتصادات في العالم. ولتحقيقها ، يجب على تركيا أن تحرز تقدمًا في جميع الاتجاهات وفي كل مجال، وأن تهتم بكل قضية تتعلق بالاستقرار العالمي، وأن تساهم وفقًا لذلك.. | رؤية 2023 |

عام 2016 دعا الرئيس أردوغان إلى إجراء استفتاء بعد قرار بريطانيا الانسحاب من الاتحاد الأوروبي.

## الرعاية الصحية
- وصول عدد الأطباء إلى 210 لكل 100,000.
- مشاركة 100% في التأمين الصحي.

## النقل
- بناء 11 ألف كيلومتر من السكك الحديدية الجديدة وتوسيع شبكة القطارات عالية السرعة.
- بناء 15 ألف كيلو متر من الطرق السريعة المزدوجة.
- وصول الموانئ التركية إلى أكبر 10 موانئ في العالم.
- طائرات منتجة محلياً، وإنتاج طائرات بدون طيار وأقمار صناعية.[4]

## السياحة
- وصول تركيا إلى خامس أكبر مقصد سياحي في العالم.[5]
- استضافة 75 مليون زائر سنوياً.
- وصول العائدات السياحية إلى 50 مليار دولار.[6]

التقدم في تحقيق أهداف السياحة
| السياسة                        | 2009        | 2011        | 2014        | 2016        | 2018        | 2023 | الهدف في 2023 |
| ------------------------------ | ----------- | ----------- | ----------- | ----------- | ----------- | ---- | ------------- |
| خامس أكبر مقصد سياحي في العالم | 6th         | 6th         | 6th         | 10th        | 6th         |      | 5th           |
| استضافة عدد ااسياح             | 27,3 مليون  | 31,3 مليون  | 36,8 مليون  | 25,3 مليون  | 39,4 مليون  |      | 50,0 مليون    |
| العائدات السياحية              | $25,1 بليون | $28,1 بليون | $34,3 بليون | $22,1 بليون | $29,5 بليون |      | $50,0 بليون   |

## المؤثرات على التقدم برؤية تركيا 2023
- محاولة الانقلاب في تركيا 2016
- أزمة العملة والديون التركية 2018
- جائحة كوفيد 19 والاغلاقات بسببه
- الغزو الروسي لأوكرانيا 2022

## وصلات خارجية
- (بالتركية) النص الكامل لخطاب أردوغان.
- (بالإنجليزية) استراتيجية تركيا السياحية من قبل وزارة السياحة والثقافة التركية.
- (بالتركية) استراتيجية تركيا الصناعية من قبل وزارة الصناعة والتجارة التركية.